# Анхарии
Анха́рии (лат. Ancharii) — римский плебейский род, предположительно, этрусского происхождения, поскольку считается, что его номен мог произойти от видоизменённого имени богини Ангероны (лат. Anchaerona, Angerona), культ которой был широко распространён в Фезулах. Из числа когноменов данного рода встречается лишь прозвание «Приск» (от лат. priscus — «старинный, древний»), а среди наиболее известных в истории его представителей можно выделить следующих:
- Гай Анхарий Руф из Фульгиния (ум. после 80 до н. э[3].), обвинитель некоего Луция Варена, защищаемого молодым Цицероном, в суде в 80 году до н. э. на основании Корнелиева закона об убийцах и отравителях (лат. lex Cornelia de sicariis et veneficis[4][3][5]);
- Квинт Анхарий[англ.] (ум. 87 до н. э.[6]), сенатор, достигший претуры и убитый Гаем Марием по возвращении последнего из Африки в 87 году до н. э[7][6].;
- Анхария (ум. до 69 до н. э[8][9].), первая супруга Гая Октавия Фурина, ставшего впоследствии отцом императора Августа[10][8][9];
- Квинт Анхарий (ум. после 71 до н. э.), военачальник, один из легатов Марка Антония «Критского» во время боевых действий с пиратами в 73—71 годах до н. э[11].;
- Квинт Анхарий (ум. после 55 до н. э[12][13][14][15].), народный трибун в 59[16][17] и претор около 56 гг. до н. э., также управлявший Македонией[18][19][12];
- Тит Анхарий (I в. до н. э.[20]), имя, упомянутое в одной совместной надписи из Нурсии (Самний), датируемой I веком до н. э[20].;
- Анхарий Приск (возможно, носил преномен «Тит»[21]; ум. после 21[21]), обвинитель проконсула Киренаики Цезия Корда, заподозренного в вымогательствах в провинции, в 21 году[22][21];
- Публилия Анхария Сотерис (ум. после 98[23]), вольноотпущенница из Вифинии. В одном из своих писем Плиний Младший обратился к императору Траяну с просьбой предоставить Публилии права римского гражданства[24][23][25].